# Kriechbaumerella mansues
Kriechbaumerella mansues är en stekelart som först beskrevs av Nikol'skaya 1952.  Kriechbaumerella mansues ingår i släktet Kriechbaumerella och familjen bredlårsteklar. Inga underarter finns listade i Catalogue of Life.